# Flying penguins

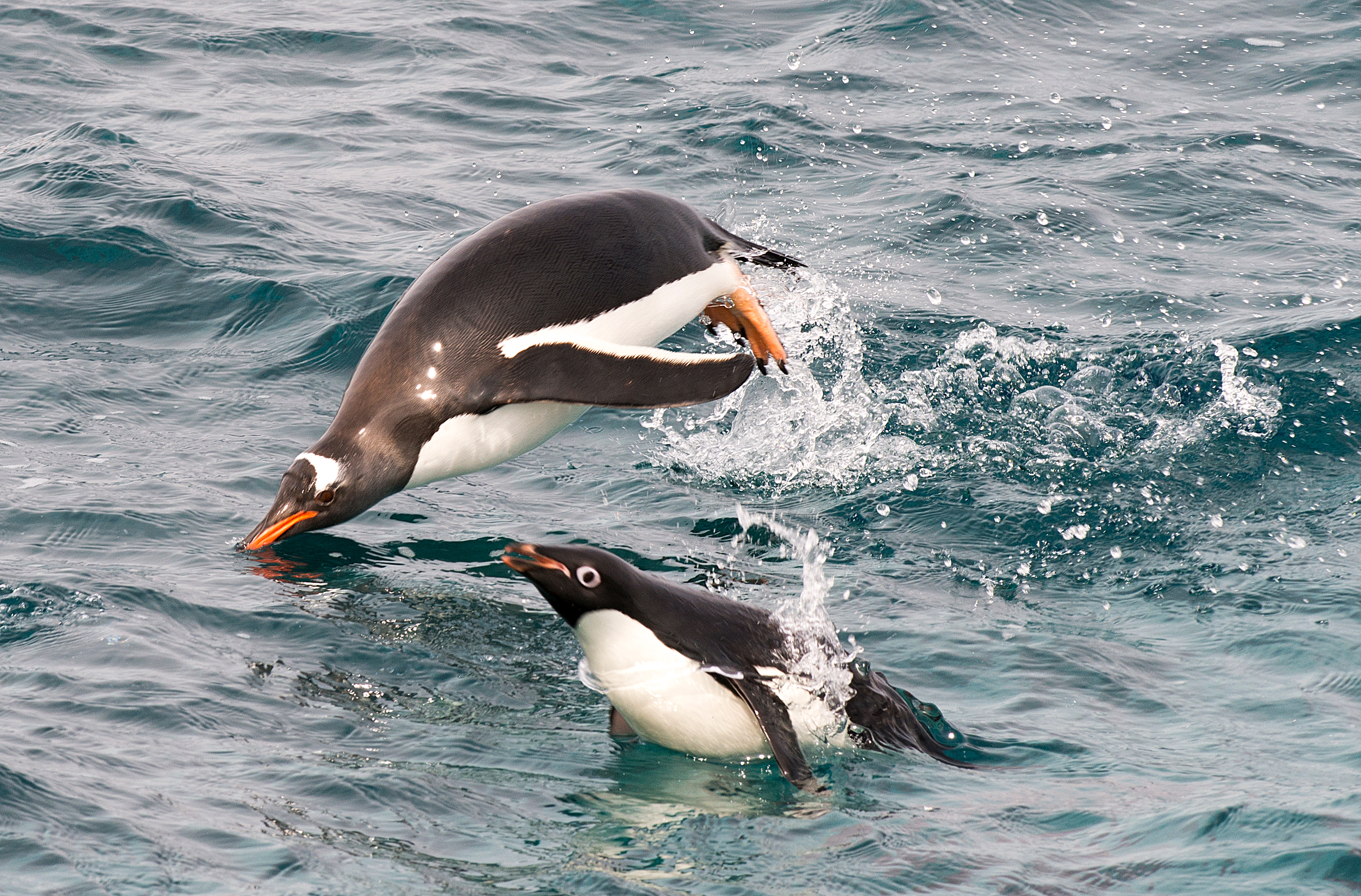
Adeliepinguin im Vordergrund

Flying penguins oder Miracles of Evolution (deutsch: Fliegende Pinguine oder Wunder der Evolution) ist ein anderthalbminütiger Filmtrailer, der zum 1. April 2008 von der BBC produziert wurde und die angebliche Entdeckung einer Kolonie fliegender Pinguine auf King George Island, etwa 120 km vom antarktischen Festland entfernt, schildert. Tatsächlich handelt es sich um einen mit computeranimierten Pinguinen gefilmten Aprilscherz, mit dem der BBC iPlayer beworben wurde.
Die Tageszeitung The Daily Telegraph rühmte am nächsten Tag die Qualität der filmischen Arbeit und erklärte:

“This is an instant classic. It is accomplished work of this kind that guarantees the BBC its unique status.”

„Das ist auf Anhieb ein Klassiker. Es sind solche Spitzenleistungen, die der BBC ihren einzigartigen Status sichern.“

MSN erklärte die Fliegenden Pinguine der BBC zu einem der zwölf besten Hoaxes des Jahrzehnts.

## Der Film
Der Trailer zeigt Adeliepinguine, die am häufigsten vorkommende Pinguinart der Welt, und behauptet, man habe eine Kolonie von Adeliepinguinen entdeckt, die über erstaunliche Fähigkeiten verfügten: Um den langen und extrem kalten antarktischen Wintern zu entfliehen, hätten sie die Fähigkeit zu fliegen (wieder)gewonnen und zögen über Tausende von Kilometern bis zu den Regenwäldern Südamerikas, um dort den Winter zu verbringen.
Der Film wird präsentiert von Terry Jones, einem früheren Mitglied der britischen Komikergruppe Monty Python, und zeigt zu Beginn watschelnde Pinguine, bis sich ein Vogel nach dem anderen vom Boden erhebt und schließlich der ganze Himmel von fliegenden Pinguinen erfüllt ist. Man sieht, wie die Vögel über Eisberge und durch ein Loch in einem Eisberg fliegen. Dann lassen sie die Antarktis hinter sich, und der Zuschauer sieht das Grün der Regenwälder Südamerikas. Schließlich wird gezeigt, wie die Pinguine am Ende ihrer Wanderung in den Baumkronen des Regenwaldes landen.

## Ankündigung des Trailers
Am 1. April 2008 veröffentlichten die beiden konkurrierenden Zeitungen The Daily Telegraph und The Daily Mirror Artikel über den kommenden Film. Der Mirror setzte den Bericht auf die Titelseite, und auch im Daily Telegraph war er eine der Hauptmeldungen des Tages. Während im Mirror der angebliche Filmemacher Prof. Alid Loyas die Entdeckung als schlagenden Beweis für Darwins Evolutionstheorie anpries, schrieb der Daily Telegraph, die BBC verfüge „als Teil ihrer neuen naturwissenschaftlichen Reihe ‚Wunder der Evolution‘ über ungewöhnliche Aufnahmen fliegender Pinguine“ und zitierte Terry Jones mit den Worten:

“We’d been watching the penguins and filming them for days, without a hint of what was to come. But then the weather took a turn for the worse. It was quite amazing. Rather than getting together in a huddle to protect themselves from the cold, they did something quite unexpected, that no other penguins can do.”

„Tagelang hatten wir die Pinguine beobachtet und gefilmt, ohne zu ahnen, was uns erwartete. Aber dann schlug das Wetter um und verschlechterte sich. Es war verblüffend: Statt sich in einem großen Haufen eng aneinanderzuscharen, um sich vor der Kälte zu schützen, taten sie etwas völlig Unerwartetes, etwas, was kein anderer Pinguin vermag.“

Zur Überzeugungskraft des Aprilscherzes trug neben der technischen Qualität des Films auch das Zusammenwirken der BBC mit den beiden Zeitungen bei. So gab Chris Tryhorn, Redakteur beim Guardian, zu, dass es ihm zu denken gegeben habe, als zwei Konkurrenten gleichzeitig über eine so wichtige Entdeckung berichteten. Erst „Prof. Alid Loyas“ als Name des Regisseurs habe ihn auf die richtige Spur gebracht: „Prof Alid Loyas“ ist ein Anagramm für „April Fools Day“.
Der Daily Mirror veröffentlichte später eine Auflösung für seine Leser, die darauf warteten, dass die Dokumentation auf BBC 1 gesendet würde. Der Trailer steht noch immer auf der Website der BBC, kann dort aber nur mit dem BBC iPlayer angesehen werden, der sich ausschließlich mit einer britischen IP-Adresse benutzen lässt. Ferner ist er bei YouTube zu finden. Auf der BBC-Website heißt es, die Vögel seien scheu und schwierig zu finden. Es sei nahezu unmöglich, sie in den dichten Urwäldern Südamerikas ausfindig zu machen oder ihre Wanderungen über die südlichen Ozeane zu beobachten.

## Produktion
Die BBC veröffentlichte einen weiteren Kurzfilm über The Making of Flying Penguins, in dem die Macher des Films die Tricktechnik erklären. Zur Produktion von Flying penguins wurden Aufnahmen echter Adeliepinguine aus der Antarktis mit Bildern computeranimierter Pinguine kombiniert. Als besonders schwierig erwies es sich dabei, die Flugbewegungen natürlich wirken zu lassen. Schließlich nahm man das Flugmuster der Gryllteiste als Vorbild, deren Gestalt entfernt an einen Pinguin erinnert.
Terry Jones wurde in einem Studio mit Windmaschinen, Kunstschnee auf dem Boden und künstlichem Eis auf seinem Polar-Parka vor einem Greenscreen gefilmt. Anschließend wurde dieses Material mit den Realaufnahmen aus der Antarktis und den Aufnahmen der animierten fliegenden Pinguine zusammengeführt.